# Erwin Koppe
Erwin Koppe (n. 29 martie 1938, Rosenheim, Bavaria, Germania) este un gimnast artistic ce a reprezentat Germania, medaliat olimpic. A participat la 2 ediții ale Jocurilor Olimpice (1960, 1964) în care a câștigat o medalie de bronz.